# 田中亞土夢
田中亜土夢（1987年10月4日—），日本足球運動員，司職中場，現效力於芬超球會HJK赫尔辛基。

## 俱乐部生涯
田中亚土梦2006年从前橋育英高等學校毕业加盟新潟天鹅。
从2005年开始，他在新潟天鹅效力了10年，他曾经代表日本U20国家队参加了2007年的U20世青赛。
2012年8月11日，日职联赛21轮横滨水手3比2逆转新潟天鹅，新泻前锋田中亚土梦两次帮助球队领先，不过横滨水手依靠着老将中泽佑二的梅开二度和马奎尼奥斯的进球，3比2逆转对手。
日职第29轮，大宫松鼠主场对阵保级对手新潟天鹅，双方凭借各自中场球员田中亚土梦和青木拓矢先后在上半场的进球最终1:1战平。
据日本媒体报道，新潟天鹅中场田中亚土梦在昨天前往德国，在德乙的科特布斯参加试训，具体训练期间未公布。
2015年，28岁的田中以高龄留洋，加盟芬兰超级足球联赛强队HJK赫尔辛基并效力了3年。
2015年4月12日，芬兰足球超级联赛联赛HJK赫尔辛基在首场、客场对阵罗瓦涅米的比赛中，田中亚土梦首发出场，帮助球队3-1获胜，田中亚土梦在下半场第26分钟打入了第三个进球，并在下半场33分被换下场。
芬兰劲旅赫尔辛基主场1:0击败来自保加利亚的贝罗，总比分2:1淘汰对手，晋级欧联杯资格赛第三轮。比赛中日本球星田中亚土梦打进全场唯一入球。
此前曾效力赫尔辛基三个赛季，表现出色，共代表球队出战103次，打进27球助攻36次。期间，他帮助球队赢得了联赛、杯赛和联赛杯冠军各一次。
芬超HJK赫尔辛基官方宣布，球队与日本中场田中亚土梦续约至2017年12月31日。
芬超联赛球队赫尔辛基官方宣布，30岁的日本中场田中亚土梦将会在赛季末离开球队。球员本人也更新了推特表示，下一场比赛将会是他为这支球队效力的最后一场比赛。
于2018年回归日本加盟大阪樱花 。2018赛季，31岁的他职业生涯才首次参加亚冠联赛。
日本联赛杯小组赛第4轮，凭借田中亚土梦上半场的唯一进球，大阪樱花1:0击败神户胜利船。
日本中场田中亚土梦，已正式重返芬超联赛劲旅赫尔辛基。
8月30日芬兰超级联赛第12轮，HJK赫尔辛基主场6:1大胜马里汉姆，田中亚土梦首发出场，并在第11分钟打入1球，这也是田中今年重返球队之后打入的首球。
9月13日芬超第14轮，HJK赫尔辛基客场2:1战胜埃尔维斯，田中亚土梦在第19分钟打入1球帮助球队取得领先。这是田中本赛季的第3球。本场比赛也是田中亚土梦为HJK赫尔辛基出场的各项赛事的第120场比赛，也是为球队打入的第30球。

## 外部連結
- （日語）J.League Data Site （页面存档备份，存于）
- Profile at Cerezo Osaka
- 田中亞土夢 – FIFA國際賽競賽紀錄 (存檔)
- 日本職業足球聯賽中的田中亞土夢 （日語）
- アルビレックス新潟公式サイトのプロフィール
- 公式サイト （页面存档备份，存于）
- 田中亞土夢的X（前Twitter）